# Шаньтоу
Шаньто́у (устар. Сяньтоу, Сватоу, кит. упр. 汕头, пиньинь Shàntóu) — городской округ в провинции Гуандун КНР.

## История
Изначально это была прибрежная зона уезда Цзеян, в которой располагалась рыбацкая деревушка. Во времена империи Цзинь в 331 году часть уезда Цзеян, лежавшая южнее реки Хаоцзян, была выделена в отдельный уезд Чаоян. К середине XVI века в устье реки сформировались многочисленные песчаные отмели, совокупность которых называли «Шашань пин» (沙汕坪). В 1563 году на стыке уездов Цзеян и Хайян был образован уезд Чэнхай (澄海县) Чаочжоуской управы (潮州府), и места в районе речного устья перешли в его состав.
Во времена империи Цин здесь в 1669 году был размещён дозорный пост Шаньтоу (汕头汛), откуда и пошёл топоним «Шаньтоу». В 1717 году здесь был возведён форт Шашаньтоу (沙汕头).
После поражения Цинской империи в Опиумных войнах «Тяньцзиньскими трактатами» 1858 года было предписано сделать Чаочжоу портом, открытым для торговли с иностранцами. Однако это вызвало такое сильное недовольство у тамошних жителей, что иностранные торговцы предпочли базироваться в расположенном ближе к морю более безопасном Шаньтоу. В Шаньтоу открылись иностранные консульства и разместился торговый порт. В 1906 году Шаньтоу был соединён с Чаочжоу железной дорогой.
После Синьхайской революции в Китае была проведена реформа структуры административного деления, в ходе которой управы были упразднены, поэтому в 1912 году Чаочжоуская управа была расформирована. В 1915 году прибрежный архипелаг был выделен из уезда Жаопин в отдельный уезд Наньао.
В ночь со 2 на 3 августа 1922 года на город обрушился один из самых смертоносных тайфунов в истории Китая; погибло более 7,5 % жителей города.
1920-е годы известны в китайской истории как эра милитаристов, и эти места стали ареной многочисленных боевых действий. После объединения Китая под властью партии Гоминьдан Шаньтоу был в 1930 году официально выделен из уезда Чэнхай в отдельный город с собственной администрацией.
Войска китайских коммунистов пришли сюда лишь на завершающем этапе гражданской войны: материковые земли были заняты 24 октября 1949 года, а на архипелаге Наньао высадка произошла 23 февраля 1950 года.
После вхождения в состав КНР эти места оказались в составе Специального района Чаошань (潮汕专区). В 1952 году Специальный район Чаошань был расформирован, и эти места вошли в состав Административного района Юэдун (粤东行政区). В 1955 году власти Административного района переехали из Чаочжоу в Шаньтоу.
В конце 1955 года было принято решение о расформировании Административных районов, и с 1956 года был создан новый Специальный район Шаньтоу (汕头专区), состоящий из 15 уездов, однако сам Шаньтоу стал городом провинциального подчинения. В 1958 году город Шаньтоу был понижен в статусе и тоже вошёл в состав Специального района. В 1959 году был расформирован уезд Чэнхай, а его территория вошла в состав пригородного района Шаньтоу, но уже в 1960 году уезд Чэнхай был воссоздан.
В 1965 году 7 уездов были выделены из Специального района Шаньтоу в отдельный Специальный район Мэйсянь (梅县专区).
В 1970 году Специальный район Шаньтоу был переименован в Округ Шаньтоу (汕头地区). 
Постановлением Госсовета КНР от 13 июля 1983 года округ Шаньтоу был преобразован в городской округ Шаньтоу.
Постановлением Госсовета КНР от 29 ноября 1984 года в Шаньтоу была образована специальная экономическая зона. Постановлением Госсовета КНР от 6 апреля 1991 года границы специальной экономической зоны были значительно расширены, и захватили всю городскую зону Шаньтоу. Постановлением Госсовета КНР от 14 сентября 1991 года было произведено переустройство административного деления городской зоны Шаньтоу: прежние 6 городских районов и 2 района специальной экономической зоны были преобразованы в 4 района городского подчинения. Постановлением Госсовета КНР от 7 декабря 1991 года из городского округа Шаньтоу в отдельные городские округа были выделены Чаочжоу и Цзеян; городской округ Шаньтоу стал состоять из 4 районов городского подчинения и 3 уездов.
Постановлением Госсовета КНР от 9 апреля 1993 года уезд Чаоян был преобразован в городской уезд.
18 апреля 1994 года уезд Чэнхай был преобразован в городской уезд.
Постановлением Госсовета КНР от 29 января 2003 года городской уезд Чэнхай был преобразован в район городского подчинения, а городской уезд Чаоян был разделён на районы городского подчинения Чаоян и Чаонань.

## Административно-территориальное деление
Городской округ Шаньтоу делится на 6 районов, 1 уезд:
| Карта                                              | Карта    | Карта     | Карта       | Карта            | Карта         |
| -------------------------------------------------- | -------- | --------- | ----------- | ---------------- | ------------- |
| Лунху Цзиньпин Хаоцзян Чаоян Чаонань Чэнхай Наньао |          |           |             |                  |               |
| Статус                                             | Название | Иероглифы | Пиньинь     | Население (2020) | Площадь (км²) |
| Район                                              | Лунху    | 龙湖区    | Lónghú qū   |                  |               |
| Район                                              | Цзиньпин | 金平区    | Jīnpíng qū  |                  |               |
| Район                                              | Хаоцзян  | 濠江区    | Háojiāng qū |                  |               |
| Район                                              | Чаоян    | 潮阳区    | Cháoyáng qū |                  |               |
| Район                                              | Чаонань  | 潮南区    | Cháonán qū  |                  |               |
| Район                                              | Чэнхай   | 澄海区    | Chénghǎi qū |                  |               |
| Уезд                                               | Наньао   | 南澳县    | Nán'ào xiàn |                  |               |

## Экономика

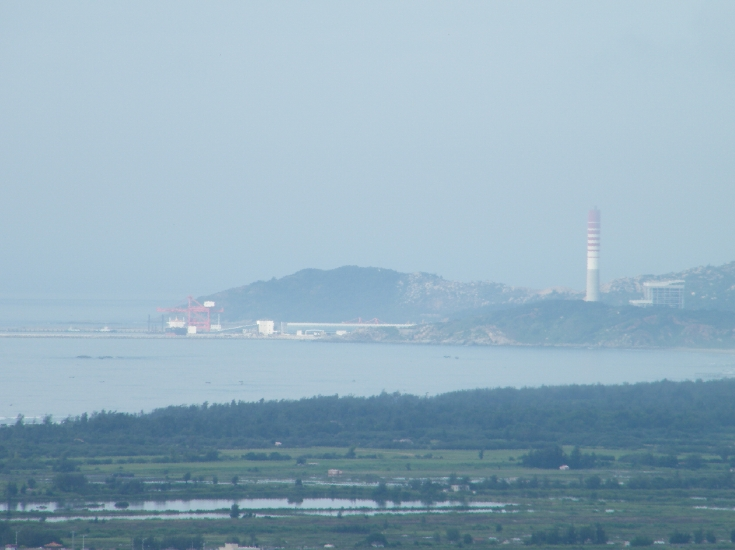
ТЭС Хаймэнь

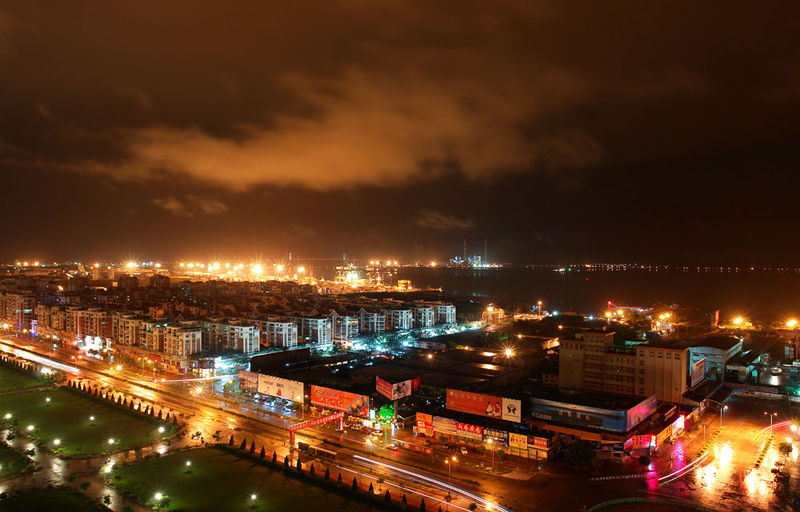
Порт Шаньтоу

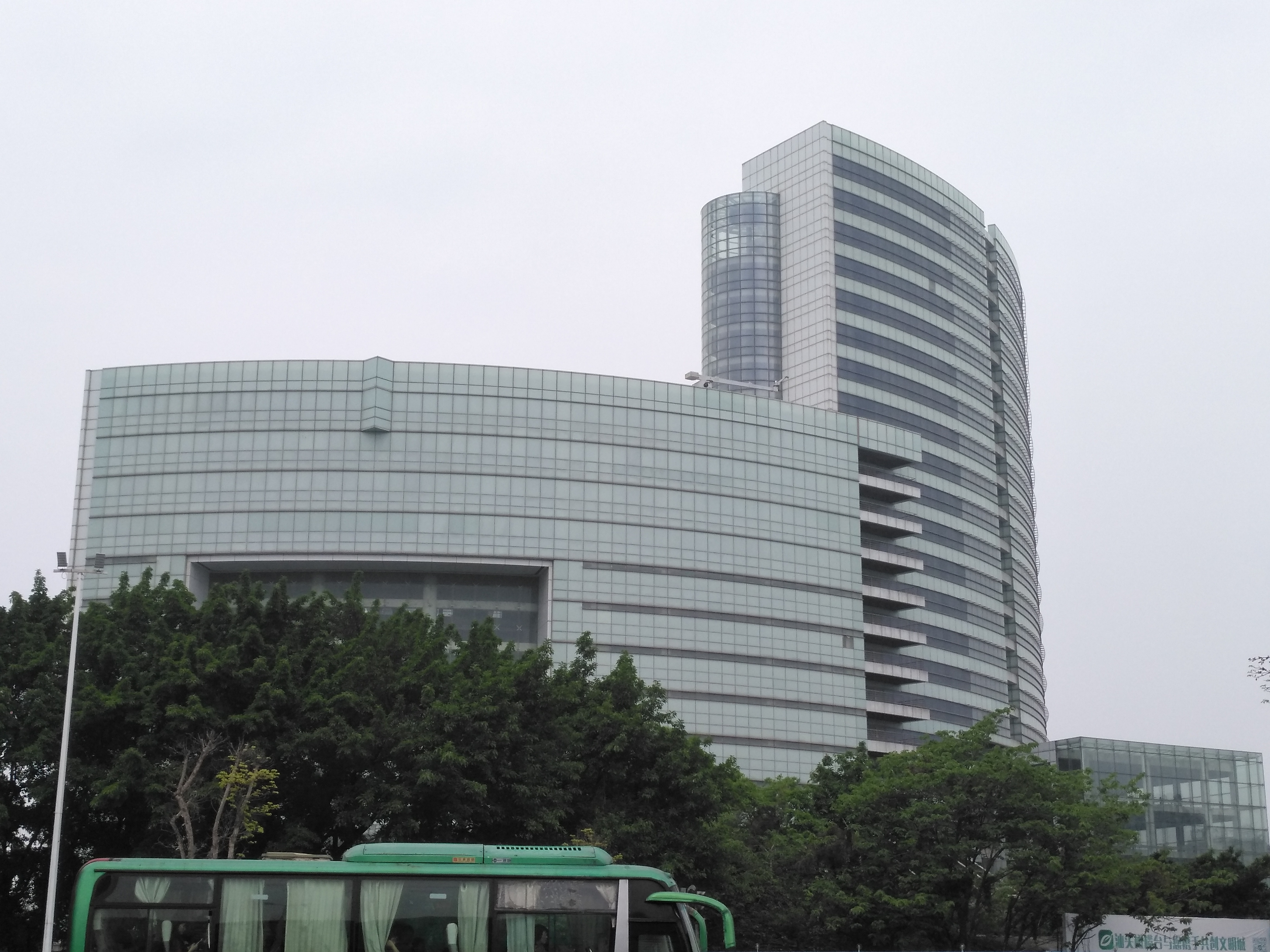
Телецентр Шаньтоу

В 1993 году была основана и начала работу Зона свободной торговли Шаньтоу (Shantou Free Trade Zone).

### Промышленность
В Шаньтоу производят готовую трикотажную одежду (свитера, нижнее белье, пижамы), игрушки, пластмассы, бытовую электронику, полупроводниковые микросхемы, упаковочное и полиграфическое оборудование (в том числе для цифровой печати), упаковочные материалы, ювелирные изделия, рыбные консервы, перерабатывают электронные отходы со всего Китая.
Район Чэнхай имеет репутацию «мировой столицы игрушек»: здесь сосредоточены производители игрушек на дистанционном управлении, мягких и развивающих игрушек, конструкторов, настольных игр, головоломок, в том числе различных производных кубика Рубика. На игрушки приходится более 70 % всей производимой в районе продукции, товары из Чэнхая экспортируются в более чем 100 стран мира. По состоянию на 2018 год в Чэнхае базировалось около 27 тыс. производителей игрушек.
В округе базируются компании Zhongyeda Electric (поставки энергетического и электротехнического оборудования), Guangdong Goworld (производство печатных плат, жидкокристаллических дисплеев и электронных измерительных приборов), Yihua Enterprise (производство мебели, напольных покрытий и медицинского оборудования, операции с недвижимостью, медицинские и финансовые услуги), Xilong Scientific (производство химических реагентов, промышленных химикатов, фармацевтического сырья и пищевых добавок), Wanshun New Material Group (производство бумажной упаковки, алюминиевой фольги и пищевой плёнки), CHJ Industry (производство ювелирных украшений), Canaton Calculator (крупнейший в мире производитель калькуляторов).
Также в Шаньтоу базируются компании DFP New Material Group (производство сигаретных пачек), Tonze New Energy (производство химических материалов для аккумуляторов), Sirio Pharma (производство пищевых добавок, лечебных капсул и напитков), Malion New Materials и Rastar (производство химического сырья), Enpack Packaging (производство упаковочной продукции). Кроме того, в округе расположены химический завод Guanghua Sci-Tech, завод печатных плат China Circuit Technology, завод ветрогенераторов Shanghai Electric Wind Power и завод по переработке старой бытовой электротехники TCL Deqing.

### Энергетика
В районе Чаоян расположена крупная угольная ТЭС «Хаймэнь» (Haimen Power Station), в районе Хаоцзян — крупная угольная ТЭС «Шаньтоу» (Shantou Power Station).

## Транспорт

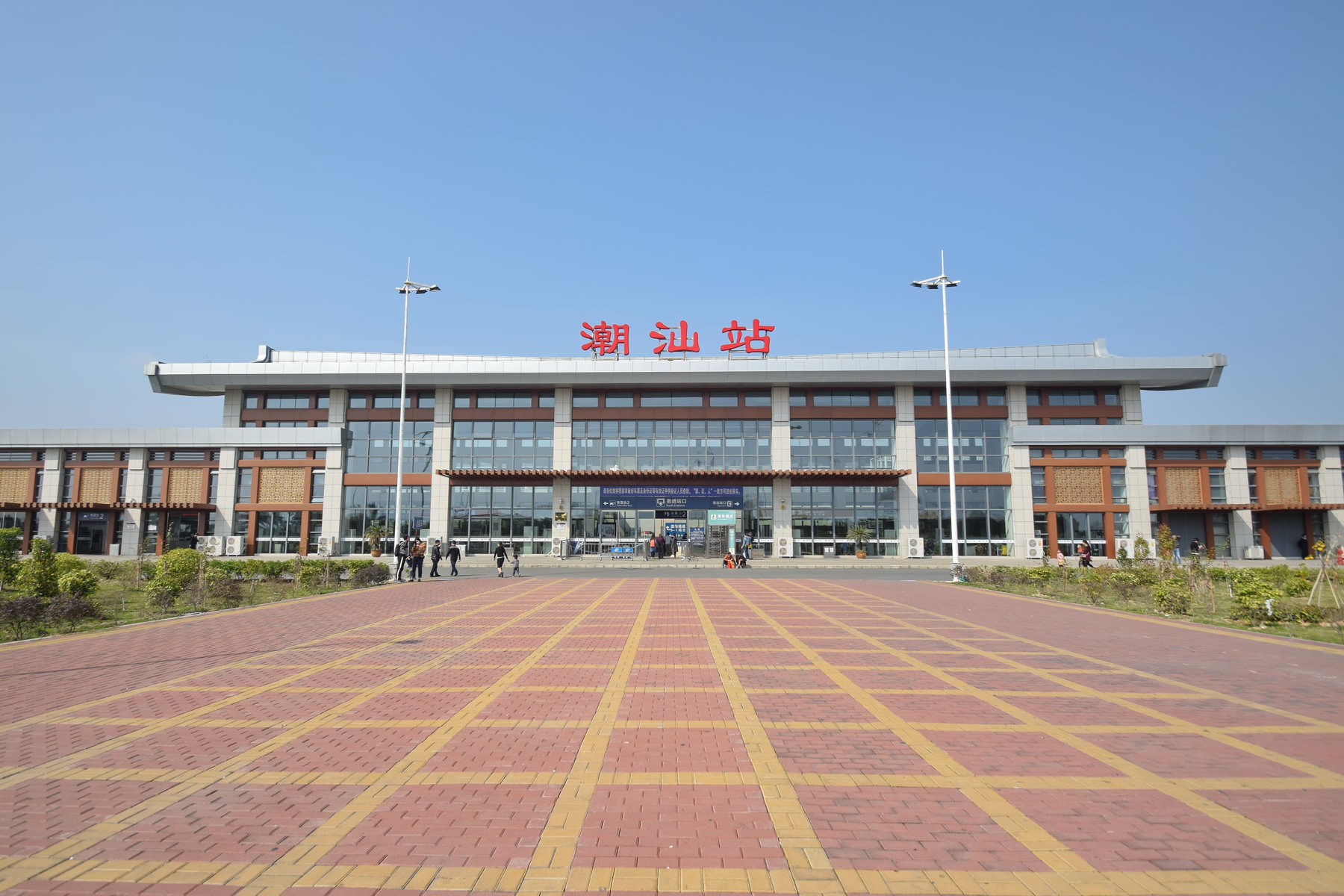
Вокзал Чаошань

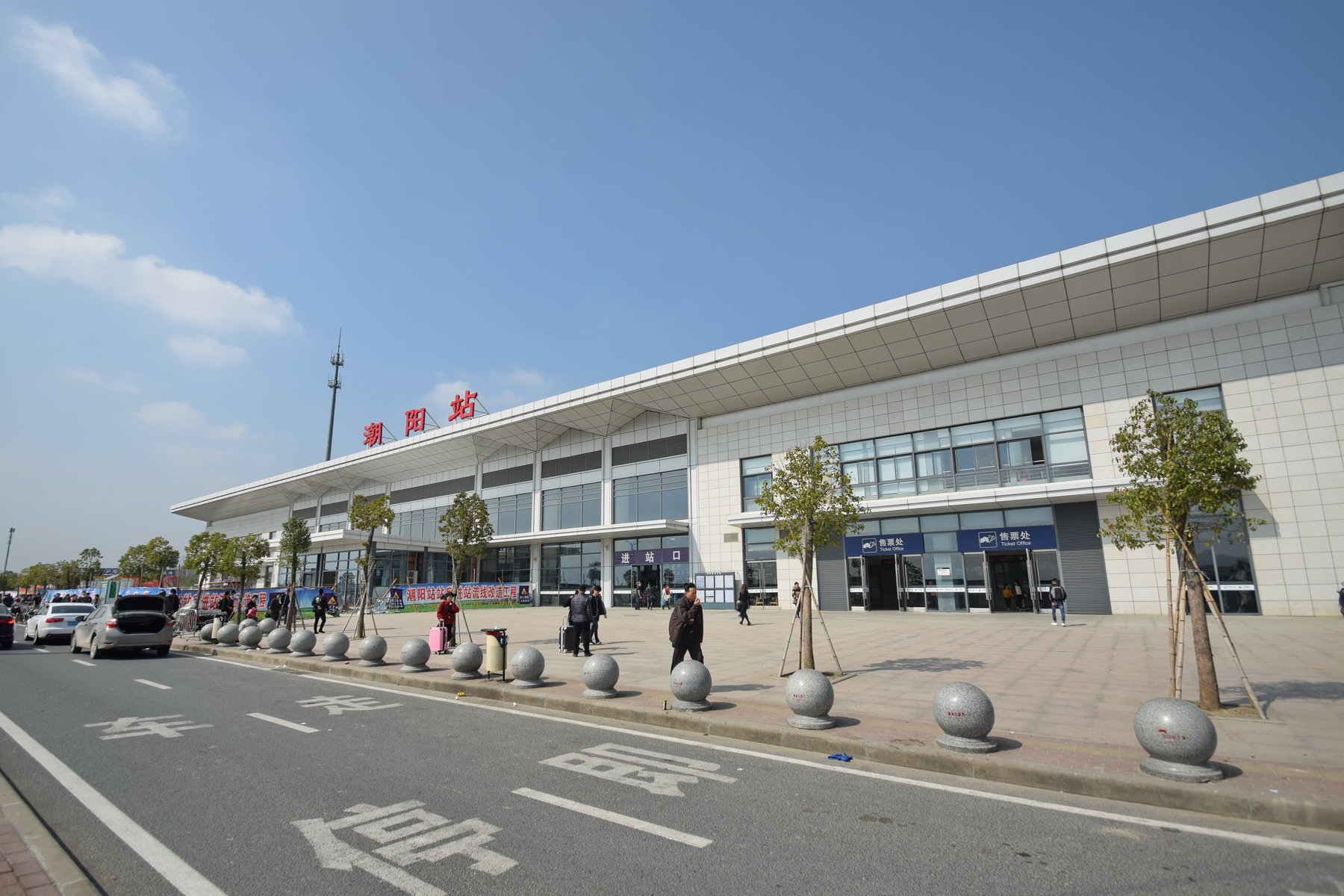
Вокзал Чаоян

В городе широко развиты автобусные маршруты, морские паромы, службы такси и прокат велосипедов.

### Железнодорожный
Через территорию Шаньтоу пролегают скоростная железная дорога Сямынь — Шэньчжэнь, скоростная железная дорога Мэйчжоу — Чаошань, скоростная железная дорога Шаньтоу — Шаньвэй, межгородская железная дорога Восточного Гуандуна и железная дорога Гуанчжоу — Мэйчжоу — Шаньтоу. Главными транспортными узлами являются вокзал Шаньтоу, вокзал Чаошань и вокзал Чаоян.
Ведётся строительство трёх линий метрополитена Шаньтоу.

### Авиационный
Шаньтоу обслуживает международный аэропорт Цзеян Чаошань, расположенный в соседнем районе Цзедун.
В районе Лунху размещается авиабаза Вайша.

### Автомобильный
В сентябре 2022 года был введён в эксплуатацию 6,68-километровый автомобильный туннель Хайвань.

## Образование
В городе базируется университет Шаньтоу, основанный в 1981 году.